# Isala (ziekenhuis)
Isala is een ziekenhuisgroep in Nederland. De organisatie bestaat uit twee ziekenhuizen waarvan het grootste in Zwolle, en een kleiner ziekenhuis in Meppel. Verder zijn er drie vestigingen voor poliklinische zorg, in Kampen, Steenwijk en Heerde. Het woord 'Isala' (uitspraak: Isala) is een oude Latijnse naam voor de rivier de IJssel.

## Kunstcollectie
Het Isala beschikt over een kunstcollectie van meer dan 500 werken. Er werd in 2008 een expositie in Museum de Fundatie gehouden met werken uit de collectie. Er zijn twee kunstroutes samengesteld binnen in- en buiten rond het Hoofdgebouw (V) van Isala in Zwolle. De kunstcollectie is opgebouwd uit werken van, op dat moment, levende kunstenaars die voornamelijk wonen en werken in Nederland. De collectie bestaat onder andere uit werken van Henk Visch, Anneke Wilbrink, Ruud van Empel, Ina van Zyl, Erik Buijs en Iriée Zamblé.

## Galerij

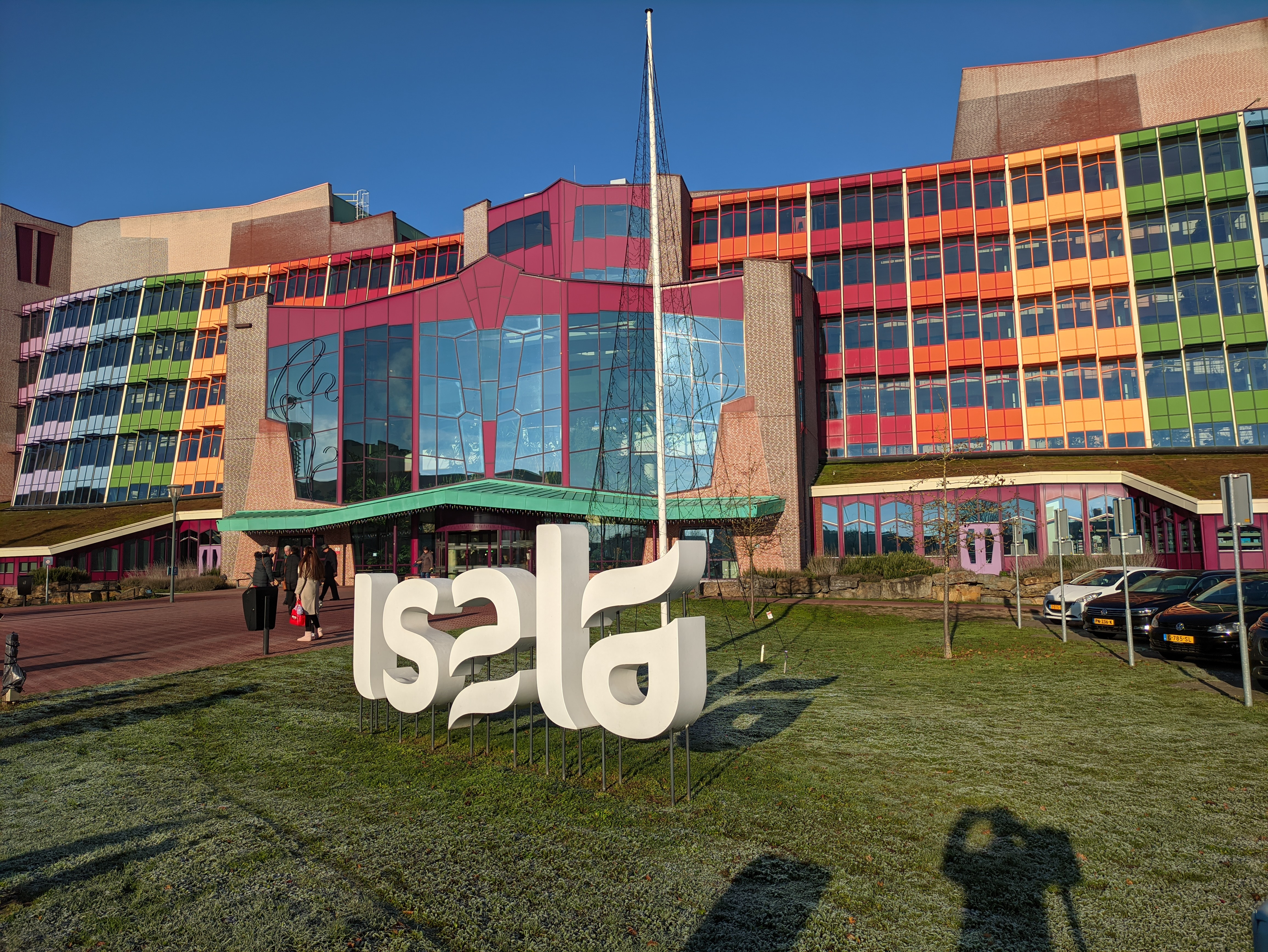
Isala Zwolle
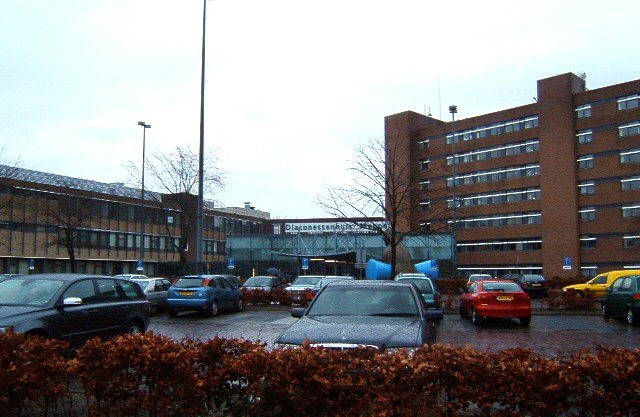
Voormalig gebouw van Isala Meppel
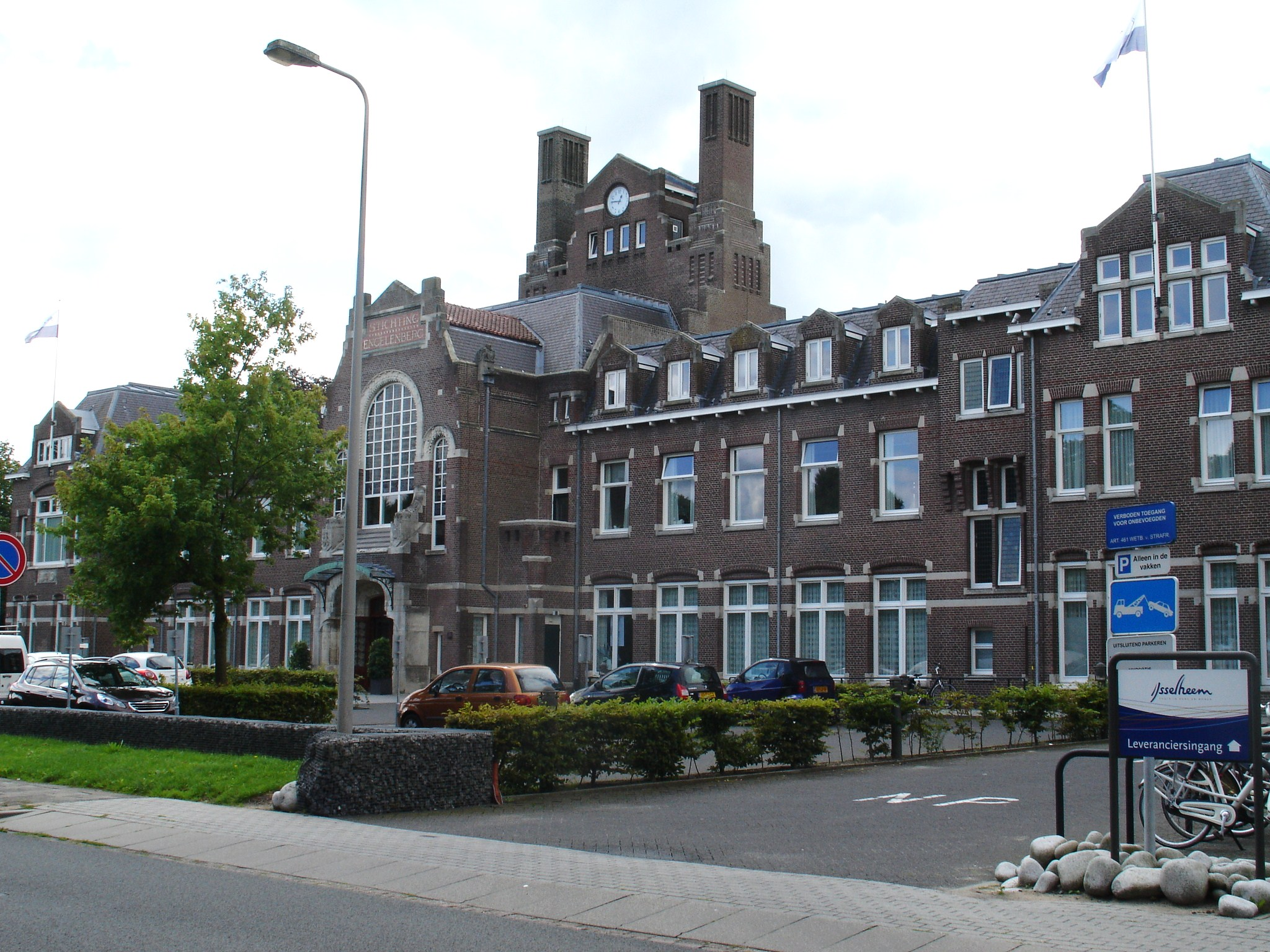
Voormalig gebouw van Isala Kampen